# Монет (Мисури)
Монет (енгл. Monett) град је у америчкој савезној држави Мисури.

## Демографија
По попису из 2010. године број становника је 8.873, што је 1.477 (20,0%) становника више него 2000. године.
| Група             | 2000.         | 2010.         |
| Белци             | 6.389 (86,4%) | 6.865 (77,4%) |
| Афроамериканци    | 16 (0,2%)     | 68 (0,8%)     |
| Азијати           | 46 (0,6%)     | 87 (1,0%)     |
| Хиспаноамериканци | 834 (11,3%)   | 1.686 (19,0%) |
| Укупно            | 7.396         | 8.873         |